# Pyramide (film)
Pour plus de détails, voir Fiche technique et Distribution.
Pyramide (The Pyramid) est un film d'horreur américain réalisé par Grégory Levasseur, sorti en 2014. Il s'agit de son premier long métrage.

## Synopsis
Un groupe d'archéologues découvre une mystérieuse pyramide enfouie sous les sables d'Égypte. Pendant la visite à l'intérieur même du site, ils se perdent tous dans un immense labyrinthe truffé de pièges, devenant la proie de créatures méconnaissables.

## Fiche technique
- Titre original : The Pyramid
- Titre français : Pyramide
- Titre provisoire : Site 146[1]
- Réalisation : Grégory Levasseur
- Scénario : Daniel Meersand et Nick Simon
- Direction artistique : Marco Trentini
- Décors : Alessandro Santucci
- Costumiers : Essouci Zakia
- Montage : Scott C. Silver
- Musique : Nima Fakhrara
- Production : Alexandre Aja, Mark Canton, Chady Eli Mattar et Scott C. Silver
- Société de production : Fox International Productions et Silvatar Media
- Société de distribution : Twentieth Century Fox
- Pays d'origine :  États-Unis
- Langue originale : anglais
- Format : couleur - Dolby Digital
- Genre : horreur
- Durée : 88 minutes
- Dates de sortie :
  - Émirats arabes unis : 4 décembre 2014 (avant-première)
  - États-Unis, Québec[2] : 5 décembre 2014 (nationale)
  - France : 6 mai 2015 (nationale)
- Interdit aux moins de 12 ans lors de sa sortie en salles[Où ?]

## Distribution
- Ashley Hinshaw (VF : Véronique Picciotto) : Nora Holden
- Denis O'Hare (VF : Richard Darbois) : Miles Holden
- James Buckley (VF : Sébastien Desjours) : Terry « Fitzie » Fitzsimmons
- Christa Nicola (VF : Laurence Charpentier) : Sunni Marsh
- Amir K : Michael Zahir
- Faycal Attougui (VF : Omar Yami) : le caporal Shadid
- Phillip Shelley (VF : Sylvain Lemarié) : le prévôt
- Omar Benbrahim (VF : Yoni Amar) : le stagiaire joufflu
- Joseph Beddelem : le chauffeur de taxi
- Garsha Arristos : l'employeuse égyptienne
- Daniel Amerman : Luke

 Source et légende : version française (VF) sur RS Doublage

## Production

### Développement
Le projet, en 2012, s'intitulant Site 146 est produit par Silvatar Media avec la collaboration du Film Clinic de l'Égypte et financé par Fox International Pictures en tant que coproducteur et distributeur.
Twentieth Century Fox signe, le 7 juillet 2014, les droits de la distribution du film.

### Tournage
L'équipe tourne les scènes dans le style de found footage en plein désert marocain, intégrant au développement de la technologie 3D stéréoscopique.

## Accueil

### Sorties internationales
La première projection mondiale se déroule aux Émirats arabes unis le 4 décembre 2014.
Quant aux États-Unis comme au Québec, il sort le 5 décembre 2014 et en France, le 6 mai 2015.